# Jan de Groot (schilder)
Jan de Groot (Vlissingen, 1650 - Haarlem, 1726) was een Nederlands kunstschilder en -handelaar.

## Leven en werk
Volgens schrijver en kunsthistoricus Arnold Houbraken leerde de Groot schilderen in Vlissingen bij Adriaen Verdoel I. Later reisde hij naar Haarlem, waar hij in 1666 in de leer ging bij Adriaen van Ostade en Frans de Jong. Later in zijn leven stapte hij over op de handel in koffie, toen een vrij nieuwe drank die populair werd dankzij de toename van de handel. Hij werd ook kunsthandelaar die deed in prenten, tekeningen en schilderijen. Zelf tekende hij vooral scènes met boeren en volksvermaak. Een van zijn leerlingen was Jacob de Wit.

## Galerij

Boerenpaar
Herberg met bordspelers

- Biografisch Portaal: 04612597
- Digitale Bibliotheek voor de Nederlandse Letteren: groo122
- RKD-Nederlands Instituut voor Kunstgeschiedenis: 34139
- Union List of Artist Names: 500025365
- Virtual International Authority File: 153149294480780522879
- WorldCat: E39PBJhGVyKb4HB8xmhYMPBMfq